# ب‌ام‌و سری ۸
ب‌ام‌و سری ۸ (BMW 8 Series) یک سری خودرو است که در سال‌های ۱۹۸۹ تا کنون در آلمان تولید شده‌است.
این خودرو در کلاس خودروی جی‌تی قرار گرفته و طراحی آن خودروهای موتور جلو-محور عقب است.